# Obsession (canción de Exo)
«Obsession» es una canción grabada por el grupo surcoreano EXO. Fue lanzada el 27 de noviembre de 2019 como sencillo de Obsession.

## Antecedentes y composición
Ryan Jhun, uno de los productores de Obsession, declaró que había hecho un borrador de la canción en compañía de Dem Jointz cinco años antes.
Escrita por Kenzie y producida por Dem Jointz, «Obsession» se describe como una canción de dance y hip-hop que presenta muestras vocales repetitivas a lo largo de un ritmo pesado, así como un coro adictivo de R&B. La letra transmite un monólogo directo de la voluntad de escapar de la oscuridad de una horrible obsesión.

## Promoción
EXO promocionó el álbum y la canción con teasers durante noviembre de 2019, incluyendo un tráiler conceptual titulado Exodeux de un minuto de duración, que muestra el alter ego malvado de cada integrante del grupo, así como un avance de vídeo musical que se lanzó seis horas antes del videoclip. El grupo realizó un showcase titulado «EXO The Stage» que se llevó a cabo en Bitmaru Broadcasting Support Center en Ilsan.

## Posicionamiento en listas
| Lista (2019)                         | Mejor posición |
| ------------------------------------ | -------------- |
| Japón (Japan Hot 100)                | 33             |
| Nueva Zelanda (RMNZ)                 | 21             |
| Singapur (RIAS)                      | 5              |
| Corea del Sur (Gaon)                 | 13             |
| Corea del Sur (K-pop Hot 100)        | 5              |
| Estados Unidos (World Digital Songs) | 1              |